# Frank Heidan

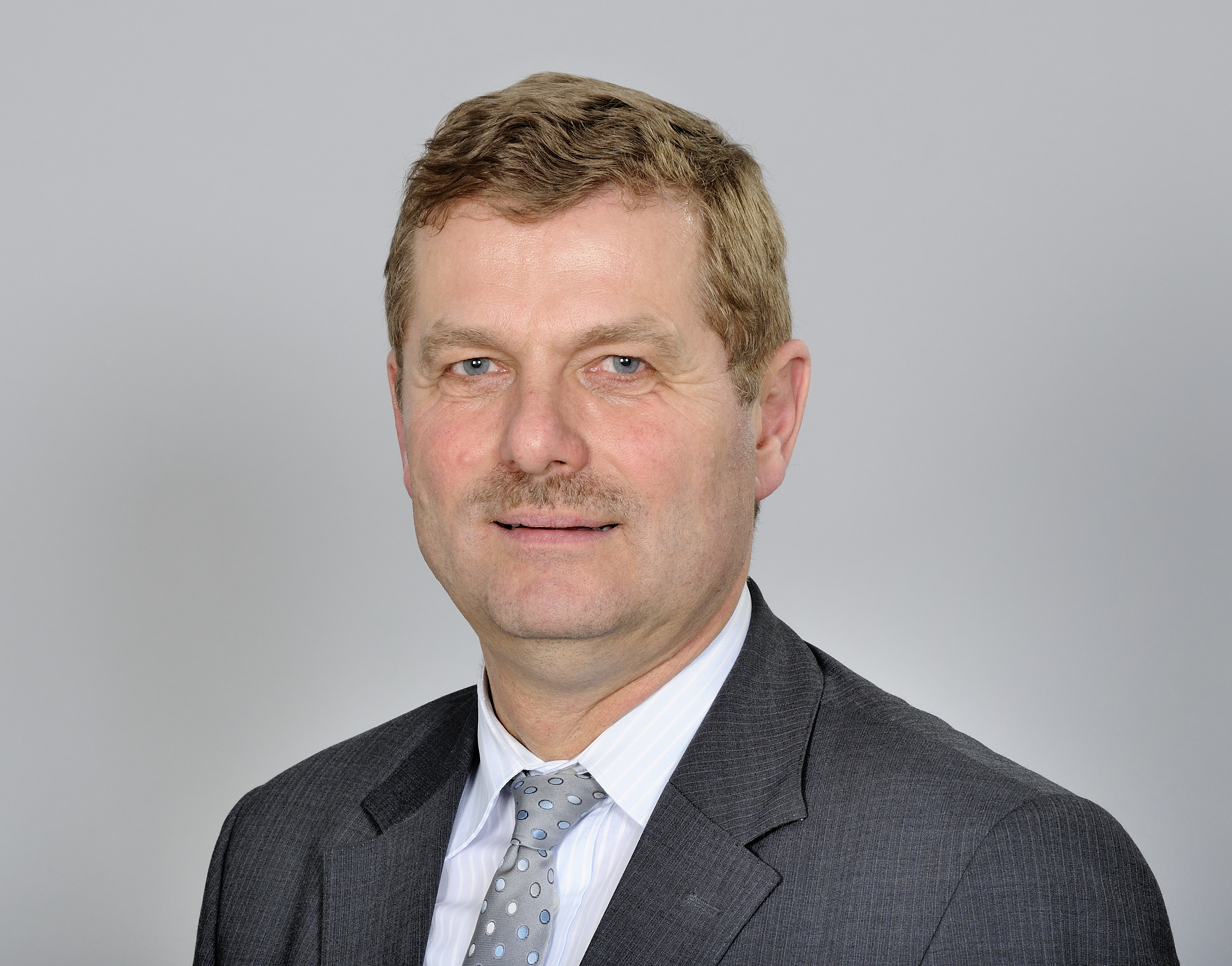
Frank Heidan (2013).

Frank Michael Heidan (* 11. März 1958 in Plauen) ist ein deutscher Politiker (CDU) und war von 2004 bis 2019 Mitglied des Sächsischen Landtags. Er ist katholisch, verheiratet und hat zwei erwachsene Kinder. 

## Leben und Ausbildung
Nach dem Abschluss der Polytechnischen Oberschule 1974 absolvierte Heidan von 1974 bis 1977 eine Berufsausbildung mit Abitur zum Baufacharbeiter. Anschließend leistete Frank Heidan 1977 bis 1979 seinen Grundwehrdienst bei der NVA. Von 1979 bis 1981 war er Brigadeleiter im Wohnungsbaukombinat (WBK), danach besuchte er zwischen 1980 und 1982 die Abendschule für eine Meisterausbildung. In der Zeit von 1981 bis 1986 arbeitete er als Meister im ehemaligen Betriebsteil Plauen des Wohnungsbaukombinates Karl-Marx-Stadt.
Eine weitere Ausbildung folgte 1987 bis 1992 mit einem Fernstudium im Metall- und Leichtbaukombinat, das er als Bauingenieur abschloss. Er ist Inhaber einer Baufirma, welche im Jahr 1991 in Plauen von ihm gegründet wurde. Heidan ist verheiratet und hat zwei erwachsene Kinder.

## Politik
Heidan war 1989 Mitglied der Plauener Gruppe der Zwanzig und des runden Tisches und brachte sich aktiv bei den gesellschaftlichen Veränderungen der friedlichen Revolution von 1989/90 ein. Im März 1990 wurde er Mitglied der CDU. Er ist seit 1990 Mitglied im Kreisvorstand der CDU Plauen. Von 2008 bis 2019 war er der Vorsitzende des CDU-Stadtverbandes Plauen. In der Mittelstandsvereinigung der CDU (MIT) war er stellvertretender Landesvorsitzender und auf Kreisebene der MIT stellvertretender Kreisvorsitzender und Pressesprecher.
Im Mai 1990 wurde er als Stadtverordneter in den Stadtrat der Stadt Plauen gewählt, dort bekleidete er die Funktion des Vorsitzenden des Bauausschusses. Auch in den Folgejahren wurde er in den Stadtrat gewählt. Ab 2002 war er stellvertretender Fraktionsvorsitzender der CDU-Fraktion und Sprecher von zwei Ausschüssen. Im Januar 2006 trat er wegen terminlicher Überschneidungen mit seinem Landtagsmandat als Stadtrat zurück. 
Er wurde 2004 erstmals als Direktkandidat der CDU im Wahlkreis 1 (Stadt Plauen) in den Landtag gewählt. Bei der Landtagswahl in Sachsen 2014 erhielt er 33,1 % der Stimmen. In der 6. Wahlperiode (ab 2014) war er Mitglied im Ausschuss für Wirtschaft, Arbeit und Verkehr und im Petitionsausschuss und bereits seit 2009 Vorsitzender des Fraktionsarbeitskreises Wirtschaft, Arbeit und Verkehr sowie wirtschaftspolitischer Sprecher der CDU-Landtagsfraktion. Bei der Landtagswahl in Sachsen 2019 erhielt Heidan 29,8 % der Erststimmen und unterlag damit knapp seinem AfD-Gegenkandidaten Frank Schaufel, weshalb er aus dem Sächsischen Landtag ausschied.
Am 26. Mai 1997 wurde ihm von Landtagspräsident Erich Iltgen die Sächsische Verfassungsmedaille verliehen.